# Kmet bo, ne duhovnik
Kmet bo, ne duhovnik je slovenska prekmurska legenda. Legenda je zgodba v kateri nastopajo krščanske svete osebe. Zapisala jo je Kristina Ferko, Vidonci.

## Legenda
Kristus in sveti Peter potujeta po svetu. Vsa trudna in lačna prideta v bližino neke vasi in sedeta pod staro hruško ob cesti, da si odpočijeta in izprosita od dobrih ljudi kaj za prazen želodec. 

Pa pride po cesti deček s polno košarico češenj.

»Daj nama, sinek, nekaj češenj,« ga poprosi sveti Peter. »Trudna sva in lačna.«

»Prav rad vama dam polovico,« pravi deček ter jima iztrese pol košarice češenj.
 
»Komu pa neseš češnje?« ga vpraša Peter.

»Materi sem jih nabral, materi.«

Deček odide in čez čas pride mimo njegova mati s polnim loncem mleka in z belo pogačo v rokah.
 
»Daj nama, dobra žena, v i,emu božjem, kar nama lahko daš,« jo poprosi Peter. »Trudna sva in lačna.«

»Prav rada vama dam,« odgovori dečkova mati in jima odreže pol pogače in odlije polovico mleka. 

»Komu pa neseš, kar ti je ostalo?« jo vpraša Peter.

»Dobrega sinka imam; njemu nesem, njemu.«

Mati odide in kmalu pride po poti njen mož, dečkov oče. V rokah ima pipico in jo polni s tobakom.
 
»Daj nama v božjem imenu malo tobaka,« ga poprosi Peter. »Siromašna popotnika sva in nimava denarja, da bi ga kupila.« 

»Prav rad vama dam, kolikor mi je še ostalo,« odgovori možak in jima da ves tobak. 

»Kam pa si namenjen?« vpraša Peter dobrega moža.
 
»Jutri bi želi, pa grem pogledat, če je pšenica že zrela.«

»Kako pa kaj kaže letos silje?«

»Lepo, hvala bogu, lepo! Če bo tako, kakor sedaj kaže, bo zadosti za dom in še za sina, ki ga hočem poslati v šole, da postane duhovnik.«

Mož odide, Kristus in sveti Peter pa še nekoliko počivata. Potem vstaneta in nadaljujeta pot. 

Prej jasno nebo kar naenkrat potemni. Blisk in grom oznanjata hudo uro. 

»Ne pusi, o gospod, da bi toča pobila silje temu dobremu možu! Saj vidiš, kako dobri so vsi, oče, mati in sin,« prosi Kristusa sveti Peter. 

»Niti slamice ne bo peljal letos domov ta dobri kmet,« mu odgovori Kristus.
 
»O, bodi vendar usmiljen!« prosi dalje Peter.
 
»Je že prav tako, kakor storim. Glej, mož in žena se starata. Sin tako ostane doma in bo kmetoval, da bosta stara dva srečno živela na stare dni, ker sta tega vredna. Tudi za sina bo tako prav, kajti vedno je boljše, da je dober kmet, kakor pa slab duhovnik.« 

Komaj izreče Kristus te besede, že se strašno zabliska in zagrmi. Na zemljo se usuje toča in pobije dobremu kmetu vse do zadnje bilke.

## Analiza
- pripovedovalec: tretjeosebni, vsevedni;
- književne osebe:

Kristus,
sveti Peter,
deček,
 mati,
oče;
- književni prostor in čas nista znana;
- slogovne značilnosti:

pomanjševalnice (sinek, košarica, pipica, slamica),
ukrasni pridevki (dobri mož, siromašni popotnik);
- motiv dobrote: mati, oče in sin so dobri in lačnima popotnikoma postrežejo s svojim imetjem za kar so nagrajeni, čeprav sprva mislijo, da se jim dogaja nesreča, ker jim toča uniči vso pšenico in sin ne more iti v šolo;
- konec je srečen.

Prekmurske legende:Hlapček, Vraga je premagal, Kralj Vrba (Vranski kralj) ...

### Analiza vseh pripovedi iz knjige Slepi bratec: Prekmurske ljudske pripovedi
- Izbrane prekmurske ljudske pripovedke in pravljice.
- Avtor ni znan.
- Čutijo se zgodovinski vplivi:

verski (širjenje protestantizma) in
izoliranost Prekmurja od ostalih delov Slovenije (narečje se močno razlikuje od slovenskega knjižnega jezika).
- Tematski poudarek na milenarizmu: zaradi dobrote so glavni literarni liki na koncu bogato nagrajeni.
- Pogosto omenjena revščina: junaki gredo po svetu iskat srečo (O treh grahih,  Zviti Martin).
- Pogosti motivi:

treh bratov (Račke, mravlje in čebelice, Slepi bratec, Zlato jabolko), tudi treh hčera (Tri revne deklice);
hvaležnih živali (Račke, mravlje in čebelice, Slepi bratec, Rjava škatlica);
hudiča (Tri revne deklice).
- Slogovne značilnosti:

pomanjševalnice,
ponavljanja,
ukrasni pridevki,
narečne besede,
pravljična števila (najpogostejše število tri),
potovanje je prestavljeno v sfero čudežnega: ni časovnih ovir, prevelikh razdalj.
- Književne osebe:

realne ali fantastične;
liki so poimenovani po poklicu, družbenem položaju, običajno predstavljajo isto lastnost (mačeha – zlobna, kraljična – lepa), kadar imajo imena so tipično prekmurska;
črno-belo slikanje oseb (hudoben – dober, reven – bogat);
personificirani liki: živali, rastline, predmeti;
nastopajo vile sojenice, grofi, kralji, zaklete kraljične, dobri starčki in starke, človeku prijazne živali (največkrat petelin, tudi kače), hudobne čarovnice in čarovniki, krvoločni zmaji, razbojniki; Ogri, Romi ...